# Белянин, Борис Владимирович
Борис Владимирович Белянин (1907—1991) — советский учёный в области аэродинамики.
Руководил разработкой перспективных планов развития и проекта реконструкции СибНИА. Участвовал в организации строительства уникального корпуса-стенда для прочностных испытаний авиационной техники.

## Биография
Родился 13 апреля 1907 года в селе Леденгское Тотемского уезда Вологодской губернии.
Окончил в 1930 году физический факультет Нижегородского университета.
В 1928—1931 годах преподаватель в школе, сельскохозяйственном техникуме и на рабфаке.
Работал в Новочеркасском авиационном институте научным сотрудником (1931—1935). Затем — на оборонных заводах (1935—1941 и 1944—1945 годы).
В 1941—1944 годах участвовал в Великой Отечественной войне: служил на Тихоокеанском флоте — капитан-лейтенант и на фронте — командир роты.
В 1945—1955 годах работал в ЦАГИ имени профессора Н. Е. Жуковского: на инженерных должностях и партийной работе, заместителем начальника ЦАГИ, начальником лаборатории.
Затем работал в СибНИА: заместитель начальника института по научной части (1955—1956), начальник института (1956—1959).
В 1959—1982 годах работал в СО АН: заместитель председателя по производственно-техническим вопросам.
Умер 4 декабря 1991 года.

## Награды и звания
- орден Ленина
- орден Октябрьской революции
- два ордена Отечественной войны I степени (12.06.1968[1]; …)
- два ордена Трудового Красного Знамени
- медали, в том числе медаль «За победу над Германией в Великой Отечественной войне 1941—1945 гг.»[2]
- Сталинская премия второй степени (1948) — за создание новой аппаратуры для производства аэродинамических испытаний
- Сталинская премия первой степени (1952) — за участие в исследовании, разработке и создании скоростных и сверхзвуковых аэродинамических труб НИЛ-2 ЦАГИ.